# Fora do Comum
«Fora do Comum» es un sencillo del cantante brasileño Gusttavo Lima, extraído del álbum Gusttavo Lima e Você, lanzado en 2011. La canción alcanzó el número 31 en el Brasil Hot 100. La canción fue compuesta por el propio cantante con la colaboración de Deluka.

## Controversia
En febrero de 2020, uno de los autores de la canción, Deluka, presentó una demanda por 20 millones de reales contra Gusttavo Lima, alegando poseer el 100% de la obra y alegando que no había recibido los derechos de autor. La defensa del cantante, por su parte, refutó las acusaciones hechas por el autor, diciendo que no concuerdan con la verdad, y que en realidad la canción sería tanto de Gusttavo como de Deluka.
Su abogado, Adolfo Kennedy Marques Júnior, refutó la afirmación de que Gusttavo es coautor de la canción y dijo que su cliente busca derechos económicos en torno al 100% de las ganancias de la misma.
«El autor exclusivo de la canción es De Lucca. Gusttavo no compuso ninguna parte, armonía o melodía de la canción. Recibió el 50% de los derechos de la canción, pero ahora reclama que le corresponde el otro 50% más una compensación por la mentira de que Gusttavo Lima es coautor de la canción», dice.

## Posicionamiento
| Paradas (2011)                    | Mejor Posición |
| --------------------------------- | -------------- |
| Brasil (Billboard Brasil Hot 100) | 31             |